# Хикри Хилс (Пенсилванија)
Хикри Хилс (енгл. Hickory Hills) насељено је место без административног статуса у америчкој савезној држави Пенсилванија.

## Демографија
По попису из 2010. године број становника је 562.
| Група             | 2000.    | 2010.       |
| Белци             | 0 (0,0%) | 518 (92,2%) |
| Афроамериканци    | 0 (0,0%) | 8 (1,4%)    |
| Азијати           | 0 (0,0%) | 1 (0,2%)    |
| Хиспаноамериканци | 0 (0,0%) | 26 (4,6%)   |
| Укупно            | 0        | 562         |